# Ji Xiang
Ji Xiang (en chino: 吉翔; pinyin: Jí Xiáng; Yangzhou, Jiangsu, 1 de marzo de 1990) es un futbolista chino que juega en la demarcación de extremo para el Nanjing City de la Primera Liga China.

## Selección nacional
Hizo su debut con la selección absoluta de China el 13 de diciembre de 2014 contra Kirguistán en un partido amistoso que finalizó con un resultado de 4-0 a favor del combinado chino tras los goles de Wu Lei, un doblete de Yang Xu y un autogol de Ildar Amirov para China.

## Clubes
| Club                  | País  | Año       | Partidos | Goles |
| --------------------- | ----- | --------- | -------- | ----- |
| Jiangsu F. C.         | China | 2008-2021 | 308      | 31    |
| Shandong Taishan      | China | 2021-2024 | 73       | 0     |
| Nanjing City (cedido) | China | 2024-     | 27       | 0     |

## Palmarés

### Títulos nacionales
| Título             | Club                        | País  | Año  |
| ------------------ | --------------------------- | ----- | ---- |
| Supercopa de China | Jiangsu Sainty F. C.        | China | 2013 |
| Copa de China      | Jiangsu Guoxin-Sainty F. C. | China | 2015 |
| Superliga de China | Jiangsu Suning F. C.        | China | 2020 |
| Superliga de China | Shandong Taishan            | China | 2021 |
| Copa de China      | Shandong Taishan            | China | 2021 |
| Copa de China      | Shandong Taishan            | China | 2022 |